# Halar

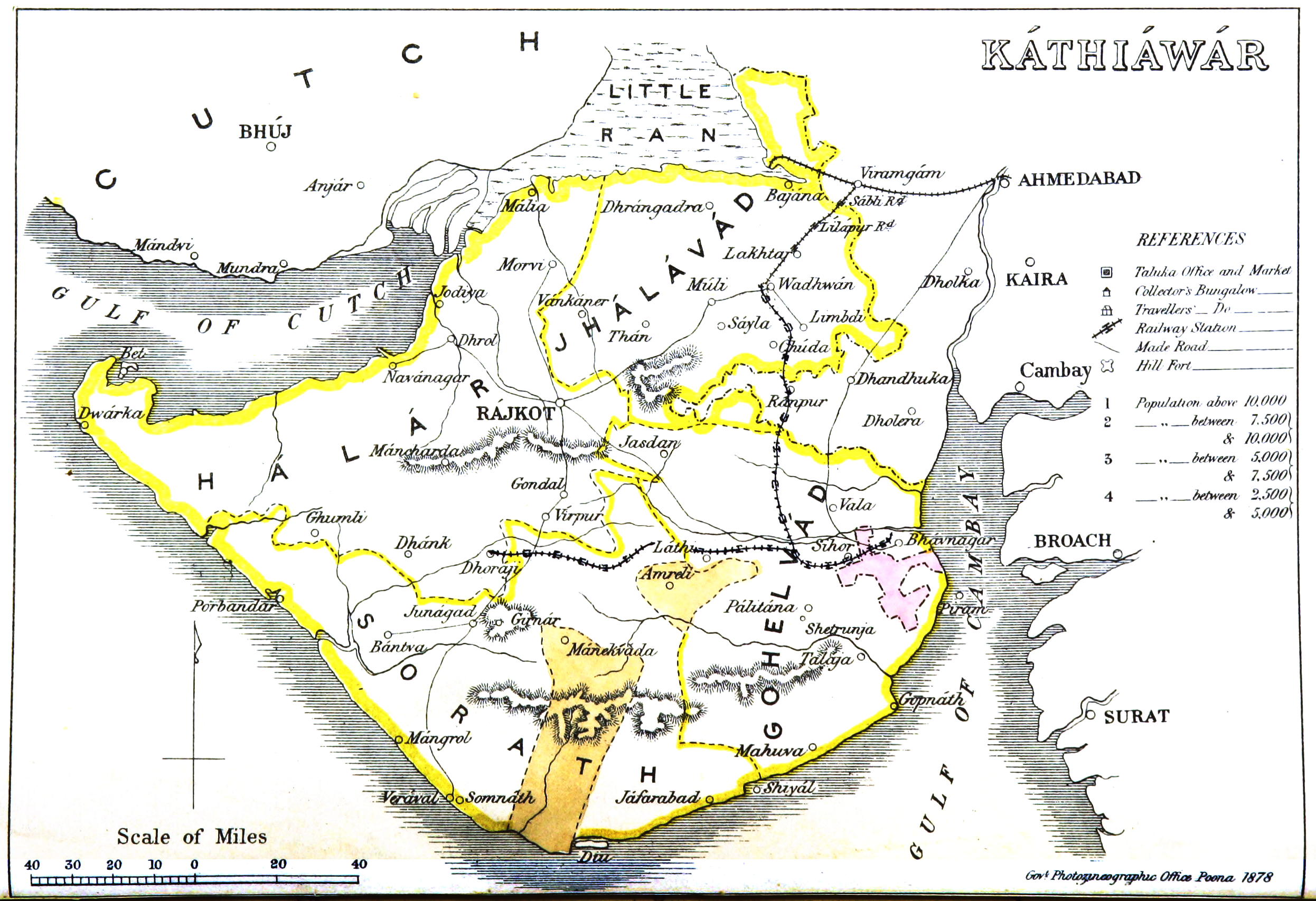
Mapa de Kathiawar amb les seves quatre regions: Halar, Jhalawad, Sorath i Gohelwad.

Halar (o Hallawar o Hallar) o localment Barari, fou un prant o districte (divisió) de Kathiawar, a la presidència de Bombai, situat a l'oest de la península del Kathiawar entre el golf de Kutch, el districte d'Okhimandal (que pertanyia a Baroda), les muntanyes Barda i la mar d'Aràbia. Agafava el seu nom dels rajputs hala jareja i incloïa nombrosos estats tributaris de l'agència de Kathiawar entre els quals els principals eren Nawanagar, Morvi, Gondal, Wankaner, Dhrol i Rajkot. La superfície era de 19.365 km² i la població el 1901 era de 764.992 habitants.